# Anoplodactylus pectinus
Anoplodactylus pectinus is een zeespin uit de familie Phoxichilidiidae. De soort behoort tot het geslacht Anoplodactylus. Anoplodactylus pectinus werd in 1948 voor het eerst wetenschappelijk beschreven door Hedgpeth. 